# Astás
Astás és un poble de la parròquia de Mouguías en el conceyu asturià de Cuaña. Se situa a cinc quilòmetres de Cuaña, a una alçada mitjana de 59 msnm.